# Beauregard-Baret
Beauregard-Baret település Franciaországban, Drôme megyében. Lakosainak száma 902 fő (2022. január 1.). Beauregard-Baret Jaillans, Chatuzange-le-Goubet, Eymeux, Hostun, Léoncel, Oriol-en-Royans, Rochechinard, Rochefort-Samson, Saint-Jean-en-Royans és Saint-Paul-lès-Romans községekkel határos.

## Népesség
A település népességének változása:
| Lakosok száma | 364  | 429  | 504  | 721  | 789  | 808  | 854  | 874  | 896  | 902  |
|               | 1968 | 1982 | 1990 | 2006 | 2013 | 2015 | 2017 | 2019 | 2020 | 2022 |